# Gilbert (Arizona)
 For alternative betydninger, se Gilbert. (Se også artikler, som begynder med Gilbert)
Gilbert er en by i den centrale del af delstaten Arizona i USA. Den ligger i Maricopa County nær Arizonas største by Phoenix.